# Polskie Drużyny Strzeleckie

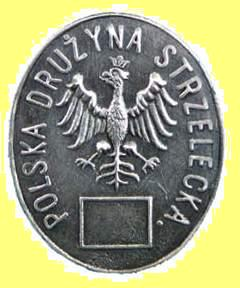
Replika eines Abzeichens der Polskie Drużyny Strzeleckie von 1913, versilbert und poliert

Die Polskie Drużyny Strzeleckie (deutsch Polnische Schützenstaffeln) waren eine 1911 gegründete, paramilitärische Einheit der polnischen Unabhängigkeitsbewegung, die beim Ausbruch des Ersten Weltkriegs im Jahr 1914 im Wesentlichen in den Polnischen Legionen aufging.

## Geschichte
Im Jahr 1908 hatten polnische Nationaldemokraten in Galizien, dem von Österreich-Ungarn besetzten Teil Polens, den Polski Związek Wojskowy (dt.: Polnischer Militärverband) in zwei Universitätsstädten gegründet: 1908 in Krakau und 1909 in Lemberg. In dem Verband sollten Polen als zukünftige Offiziere in einem bewaffneten Kampf gegen die russischen Besatzer im Weichselland ausgebildet werden. Etwas später entstanden erste Schützenvereine: 1910 errichtete Józef Piłsudski eine solche Organisation in Krakau. Etwa zeitgleich gründete Władysław Sikorski den Związek Strzelecki (dt.: Schützenverband) in Lemberg. Der Polski Związek Wojskowy begründete seinerseits die Armia Polska (dt.: Polnische Armee), eine weitere Organisation, die den Freiheitskampf vorbereiten sollte. Die Armia Polska rief 1911 die Polskie Drużyny Strzeleckie ins Leben, die im relativ liberalen Galizien legal Schützenvereine betreiben konnte. Die russischen Behörden betrachteten die zunehmende Organisation und Bewaffnung polnischer Freiheitskämpfer im angrenzenden Staat mit Argwohn. Die österreichisch-ungarische Armee sah in den Schützenvereinen dagegen eine Ausbildungsstätte für polnische Truppen, die bei einer erwarteten Konfrontation mit Russland eingesetzt werden könnten.
Zu den Gründern der Polskie Drużyny Strzeleckie gehörten Norwid Neugebauer (1884–1954), Marian Januszajtis-Żegota (1889–1973) und  Henryk Bagiński (1888–1973). Auch Frauen wurden bei den Drużyny  aufgenommen. Sie übernahmen nachrichtendienstliche Aufgaben und waren als Kuriere oder Krankenschwestern tätig. Die Organisation ähnelte in Struktur und Ausrichtung dem Związek Strzelecki, mit dem sie deshalb kooperierte. Auch mit den Drużyny Bartoszowe (Bartosz-Abteilungen) wurde eng zusammengearbeitet.
Bis 1912 wuchsen die Drużyny auf rund 650 Mitglieder. Bis Juli 1914 hatte die Organisation in 127 Vereinen bereits etwa 6000 Angehörige. Von 1912 bis 1914 war Januszajtis-Żegota der Kommandeur der Einheit. Bei Kriegsausbruch traten die besten Kämpfer der Drużyny in die Legionen Piłsudskis ein. Genauso meldeten sich auch die Mitglieder des Związek Strzelecki mehrheitlich zu den Legionen. Andere bildeten den Kern der ebenfalls neuaufgestellten Polska Organizacja Wojskowa (POW).